# Ana Silvia Monzón
Ana Silvia Monzón Monterroso (née en 1960 au  Guatemala) est une sociologue, chercheuse et communicante sociale féministe guatemalteque. En 1993 elle cofonde le programme radiophonique Voces de mujeres (Voix de femmes). Elle est coordinatrice et professeure-chercheuse du Programme académique genre et féminisme à la Faculté d'Amérique centrale de sciences sociales (FLACSO)-Guatemala. Elle réalise des recherches sur des thèmes comme : l'enfance, participation politique et histoire des femmes, communication et genre, femmes et maquila, mouvement de femmes, ethnie et genre, genre et migration, éducation sexuelle.

## Carrière
Elle suit une licence en sociologie à l'École de science politique de l'Université de San Carlos du Guatemala (1992) et obtient un doctorat en sciences sociales avec le Programme d'Amérique centrale de post-doc à FLACSO-Guatemala avec la thèse « Femmes, citoyenneté et immigration » (2009). Elle obtient un post-doc en Études de genre et une formation en production radiophonique. Elle est professeure universitaire à l'USAC, directrice de thèse et chercheuse.
En 1989 elle cofonde avec d'autres enseignantes académiques la Commission d'études de la femme et elle est membre de Convergence civique et politique des femmes. Membre-fondatrice de la Commission universitaire de la femme depuis 1994, elle participe en cette qualité au processus de création de l'Institut universitaire de la femme (novembre 2004), de la Politique d'équité de genre dans l'enseignement supérieur (2008), de l'Agenda universitaire de recherche pour l'étude des femmes, du genre et du féminisme (2009).
Elle est professeure et chercheuse à l'Université de San Carlos du Guatemala. Elle est coordinatrice et professeure-chercheuse du Programme académique genre et féminisme à FLACSO-Guatemala.
En 2007 elle cofonde l'initiative « Femmes ouvrant des chemins », projet créé afin d'établir des liens entre des femmes migrantes de Los Angeles, Californie avec des femmes du Guatemala, à travers la radio. En coordination avec Azalea Vásquez Ryckman et Ana Castillo « Femmes ouvrant des chemins » inaugure un espace radiophonique dans la radio publique KPFK 90.1 FM Los Angeles, Californie, en janvier 2007. Une liaison hebdomadaire s'effectue avec Voces de mujeres (Voix de femmes).
En 2010 sa thèse doctorale « Femmes, citoyenneté et migration dans le contexte de la migration internationale vers les États-Unis », reçoit un prix de l'Université d'Amérique centrale-UCA et du Programme des nations unies pour le développement (PNUD) du Salvador (2010).
En 2015 elle est invitée par l'UNESCO pour faire partie du Comité scientifique de conseil (SAC) du Programme MOST (gestion des transformations sociales) qu'implique l'académie, l'État et la société civile.

### Communicante féministe
Monzón est pionnière en communication féministe. Elle a cofondé le programme radiophonique Voces de mujeres (Voix de femmes) émis par Radio Université depuis 1993, de Réseau Femmes de l'Air (2002), Femmes ouvrant des chemins (Los Angeles, Californie 2007) et Femmes se réunissant (TV Maya, 2011).
Elle est aussi liée, depuis sa création en 1998, au journal féministe La Corde, le premier journal mensuel féministe du Guatemala. Depuis 2007 elle est membre de son Conseil éditorial,,.

### Publications choisies
- (es) Antología del pensamiento crítico guatemalteco contemporáneo  (compilatrice), Ciudad Autónoma de Buenos Aires, Clasco, 2020 (ISBN 978-987-722-556-3, lire en ligne)
- (es) Las mujeres, los feminismos y los movimientos sociales en Guatemala : relaciones, articulaciones y desencuentros, Guatémala, FLACSO Guatemala, 2015, 34 p. (OCLC 957320968)
- Guatemala : un mouvement des femmes fort, diversifié et polyphonique dans État des résistances dans le Sud. Mouvements de femmes, t. XXII, Belgique, CETRI, Syllepse (no 4 12), 2015 (lire en ligne)
- (es) avec Sofía L Vásquez V, Patricia Galicia, UN Women, National Democratic Institute for International Affairs, Entre la realidad y el desafío : mujeres y participación política en Guatemala, Guatémala, Entidad de las Naciones Unidas para la Igualdad y el Empoderamiento de las Mujeres : Instituto Nacional Demócrata para Asuntos Internacionales, 2013, 155 p. (ISBN 978-1-936291-88-5, lire en ligne)
- (es) Por una universidad incluyente. Guía metodológica para incorporar el enfoque de género y etnia en la educación superior, FOCINEG/IUMUSAC, 2011
- (es) Mujeres, ciencia e investigación : miradas críticas  (compilatrice et auteure), Guatémala, Universidad de San Carlos de Guatemala, Dirección General de Docencia Ministerio de Educación, 2009, 215 p. (OCLC 769495921)
- (es) « Las universidades ante los retos de la inclusión dans Pensamiento Universitario », Cuadernos de Docencia, USAC/Dirección General de Docencia,‎ 2008
- (es) « Las Viajeras Invisibles: Mujeres Migrantes en la Región Centroamericana y el Sur de México », Guatemala - Consejería en Proyectos,‎ octobre 2006
- (es) avec Aura Estela Cumes (avec l'appui de HIVOS/Consejería en Proyectos APN/IUMUSAC), La encrucijada de las identidades : mujeres, feminismos y mayanismos en diálogo, Ciudad de Guatemala, Intervida World Alliance, 2006 (ISBN 99922-876-0-8, OCLC 771237616)
- (en) Ann Jefferson (coauteure libre Ana Silvia Monzón), « Mujeres, genero e historia en America Central durante los siglos XVIIIe siècle XIXe siècle XXe siècle (review) », The Americas,‎ 2005 (DOI 10.1353/tam.2005.0023, résumé)
- (es) Rodríguez Sáenz, Eugenia (éd.), « Entre líneas: participación política de las mujeres en Guatemala (1944-1954) », Mujeres, género e historia en América Central durante los siglos XVIIIe siècle,XIXe siècle y XXe siècle, Costa Rica, UNIFEM/ Editorial PLUMSOCK,‎ 2002
- (es) La diversidad es riqueza : las relaciones de género en sociedades pluriculturales, Guatémala, Fundación Guatemala/UICN/Fundación Arias para la Paz, 2003
- (es) Mujeres diversas  (Memoria de las Jornadas Feministas Centroamericanas), Nicaragua, La Corriente, 2001
- (es) Compact disque Voces entrelazando milenios , série de quatre reportages radiophoniques, Guatemala, UNIFEM, 2001
- (es) Cuando iniciamos el camino : (participación sindical de las mujeres en Guatemala), Guatemala Proyecto para Mujeres Trabajadoras de Maquila, OIT, Organización Internacional del Trabajo (OCLC 837478709)
- (es) « Etnia y género », ETHNOS, USAC/IDEI,‎ 1994

## Prix et reconnaissances
- 1997, citation par l'Association Mujer Vamos Adelante y la Fundación Arias para la Paz y el Progreso Humano por su labor « dans les médias au service du développement et de la promotion de la femme au Guatemala »[9].
- 2010, Prix pour la meilleure thèse sur le thème des migrations. Concours régional de l'Université d'Amérique centrale José Simeón Roseaux-UCA et le PNUD/El Salvador[5].
- 2010, Nomination du collectif Voces de mujeres (Voix de femmes), dont Ana Silvia Monzón est la fondatrice, au quatrième Prix des droits de l'homme du Roi d'Espagne. Université d'Alcalá de Henares, Espagne. Avalisée par la commission présidentielle des droits de l'Homme-COPREDEH.
- 2012, Nomination au Prix Simone de Beauvoir, France , par la Ligue des droits des femmes. Ana Silvia Monzón est arrivée deuxième, le premier prix ayant été décerné à Malala Yousufzai)[10],[1].